# Melanargia macrosciritis
Melanargia macrosciritis är en fjärilsart som beskrevs av Ruggero Verity 1953. Melanargia macrosciritis ingår i släktet Melanargia och familjen praktfjärilar. Inga underarter finns listade i Catalogue of Life.